# عين العتيقة
عين العتيقة أو عين عتيقة أو العين الجنوبية أو عين الوسيطة أو عين الوسطى هي منبع مائي يقع بصفوى في محافظة القطيف، شرق المملكة العربية السعودية. تسقي العين أربعة أفرع باتجاهات مختلفة. تصل أبعاد بؤبؤ العين إلى 3م×3م، بينما يبلغ عمق فوّهة العين العشرين متر. كانت عين العتيقة تسقي أغلب أراضي صفوى على بعد ربع ميل جنوب قرية صفوى. ذكرها لويمر في كتابه دليل الخليج، وقد كان يصب في عين العتيقة نهر الصفا.
أصبح حال العين الآن مستنقع ترفع منه المياه بواسطة آلات الشفط. في يونيو 2016م قامت بلدية القطيف بتسويرها لحماية الموقع.

## التسمية
ورد مسمّى عين العتيقة باعتبارها واحدة من عيون القطيف في كتاب دليل الخليج، وقد ذُكرت بمسمّى عين العتيقة صحيح، سوى أن الشائع عين عتيقة بلا تعريف.
أطلقت العديد من المسميّات الأخرى من قبل الأهالي فذُكر في تسميتها عين بن ثاني، وعين قرين وحمام قرين نسبة إلى أبي حسين علي قرين الفلاح الذي كان يدير أملاك بن ثاني بالتأجير إلى الغير وباستصلاحها بنفسه. ويذكر أن ابن ثاني اشترى هذه الأملاك من عبد الله القصيبي.

## الجغرافيا
تقع عين العتيقة جنوب عين داروش وتأخذ في الانحراف نحو الشرق منها، وتبتعد عنها بحوالي 1.5 كلم، وعن البلدة القديمة بما يعادل 2 كلم، ويأخذ حوضها بالامتداد من الشرق نحو الغرب بطول 150م وعرض 60م. تتفرع مياه عين العتيقة إلى أربعة جداول وأنهار: أوّلها: نهر يقع جنوب غرب حوض العين، وكان مقاماً عليه حمام، وكذلك بعض أساسات جدارية الشرقي والغربي، وفي شمال غرب الحمام يوجد مستراح عبارة عن عريش، سقفه وجداره الغربي معمول من سعف النخيل، وأساسات العريش مبنية من الجص والحجارة، مقابلاً حوض العين، وآخر قناة بالقرب من شمال غرب الحوض، تسقي مزارع النخيل من الجهة الشمالية والغربية، وتعلو في مستواها على نهري مضر والطفوف القادمين من الداروش، والأخيرة ترعى في ركنها الشمالي الشرقي، ومياهها تنحدر نحو الشرق بشكل جدول، فيأخذ في جريانه طريقاً نحو الجنوب والشرق مائلاً نحو الشمال قليلاً إضافةً إلى في الركن الجنوبي الشرقي، وتوجد قصرة كما هو الحال بالنسبة لها عند غواصيها.
وقد ورد ذكر هذه العين في معجم المنطقة الشرقية قلاً عن كتاب دليل الخليج حيث قال: تعتمد صفواء عليها والداروش في الري.